# Pandanus diffusus
Pandanus diffusus är en enhjärtbladig växtart som beskrevs av Ugolino Martelli. Pandanus diffusus ingår i släktet Pandanus och familjen Pandanaceae.
Artens utbredningsområde är Madagaskar. Inga underarter finns listade.